# Biebersteinia
Biebersteinia — рід, що включає п'ять видів трав ряду Sapindales. Вони зустрічаються від Східного Середземномор'я до Західного Сибіру та Центральної Азії. Зазвичай вони без стебла і мають бульбоподібні кореневища.
У 1806 році Крістіан Фрідріх Стефан сформував рід Biebersteinia, а в 1841 році Ендліхер перетворив його на родинний статус. Це стало початком різноманітних змін роду. Потім П’єр Едмонд Буасьє в 1867 році помістив його в Geraniaceae. У 2007 році молекулярно-філогенетичні дослідження дали йому базальне положення в Sapindales. У системі APG III рід поміщають у власну родину Biebersteiniaceae, одного з небагатьох трав’янистих представників Sapindales (інші виявлені в Rutaceae).
Назвою вшановано німецького ботаніка Фрідріха Августа Маршалла фон Біберштайна (1768–1826).

## Види
- Biebersteinia emodii Jaub. & Spach
- Biebersteinia heterostemon Maxim.
- Biebersteinia multifida DC.
- Biebersteinia odora Stephan ex Fisch.
- Biebersteinia orphanidis Boiss.